# Дреново (Пела)
Дреново (грч. Κρανέα, Кранеа) је насељено место у општини Вртикоп у периферији Средишња Македонија, Грчка. Према попису из 2021. године био је 61 становник.
Дреново је било старо словенско насеље које је због разбојничких банди напуштено 1892. године, а његови мештани су се преселили у околна словенска села. Обновљено је 1924. године када су насељене грчке избегличке породице. На попису из 1928. године Дреново је имало 677 становника.